# Günter Frank (Politiker)
Günter Frank (* 16. Juni 1946 in Jever/Friesland; † 23. August 2024) war ein Hamburger Politiker der SPD. Er war insgesamt 24 Jahre lang Mitglied der Hamburgischen Bürgerschaft.

## Leben
Frank stammte aus einer klassischen Arbeiterfamilie (Vater Arbeiter und Mutter Friseurin). Er wurde 1953 in Heidmühle bei Jever eingeschult. Als er 14 Jahre alt war, zog die Familie von Ostfriesland nach Gelsenkirchen. Nach dem Abitur auf dem Leibniz-Gymnasium in Gelsenkirchen-Buer folgte von 1967 bis 1973 das Studium der Volkswirtschaft und Politikwissenschaft in Bochum, Hamburg und Manchester mit dem Abschluss als Diplom-Volkswirt. Nach kurzer Berufstätigkeit folgte ein Studium zum Handelslehrer, das er 1975 als Diplom-Handelslehrer abschloss. Er war ab 1977 als Oberstudienrat in der Handelsschule Kellinghusenstraße tätig.
Neben der parlamentarischen Arbeit war er Mitglied der Gewerkschaft Erziehung und Wissenschaft (GEW), der Arbeiterwohlfahrt (AWO), in der Gemeinnützigen Gesellschaft Gesamtschule (GGG), im Rahlstedter Bürgerverein und im Förderverein Großlohe (Stadtteil Rahlstedt).
Er war geschieden und hatte einen Sohn.

## Politik
Frank war seit 1965 Mitglied in der SPD. Als ein Vorbild für seine politische Arbeit sah er Willy Brandt. Er saß im Vorstand der SPD Rahlstedt. Zudem war er Mitglied der Sozialdemokratische Gemeinschaft für Kommunalpolitik (SGK).
Zwischen dem 20. Juni 1978 und dem 23. Juni 1982 war er schon einmal Mitglied der Hamburgischen Bürgerschaft. Von 1991 bis 2011 saß er ebenfalls in der Bürgerschaft. Er war Mitglied im Fraktionsvorstand der SPD. Dort saß er für seine Fraktion im Europaausschuss und Rechtsausschuss. Er war Sprecher der SPD-Fraktion für Europapolitik und Städtepartnerschaft. Für seine Fraktion war er auch Mitglied im Europaausschuss und im Verfassungs- und Bezirksausschuss.